# Trackback
Trackback is een systeem om vanuit weblog A een signaal te sturen naar weblog B. Op die manier weten lezers van weblog B dat er op weblog A een mogelijk interessant bericht staat. Trackback is dus een manier van reageren op een posting op een andere weblog, anders dan via de reguliere reactiepanelen. Het signaal dat weblog A naar weblog B stuurt, wordt ook wel een Trackback-ping genoemd. De systematiek achter Trackback is ontwikkeld door de makers van MovableType, een weblogsysteem, of wat algemener: een contentmanagementsysteem (CMS).
Het gebruik van Trackback is met de groei van het aantal weblogs ook toegenomen, maar is verre van overweldigend te noemen. Een mogelijke verklaring daarvoor ligt in de onbekendheid met het signaleringssysteem en de werking ervan. Verder lijken veel internetters er de voorkeur aan te geven niet via hun eigen weblog te reageren op postings van een ander, maar direct vanaf de betreffende site. Daarnaast beschikt slechts een deel van de internetters over een eigen weblog en bestaan er weblogsystemen die geen Trackback ondersteunen.

## Trackback versturen en ontvangen
Trackback versturen kan enkel met weblogsystemen die dat ondersteunen en waarbij de signaleringsdienst is geactiveerd.
Naast individuele postings zijn ook rubrieken van weblogs en sites als geheel te "pingen."
Het versturen van een Trackback-sein werkt in principe niet anders dan het kopiëren en plakken van een internetadres. Het Trackback-adres van een weblogposting zit 'verstopt' onder de Trackback-link bij een posting. Door op die link te klikken, verschijnt een nieuw venster. In dat venster staat bovenaan het te kopiëren Trackback-adres vermeld. Kopieer het adres en plak het in het daartoe bestemde venster in het weblogsysteem. Schrijf de bijbehorende posting en schrijf de tekst weg. Het weblogsysteem verstuurt de ping naar het ontvangende systeem dat het binnen enkele seconden, of soms minuten, toont.
Het ontvangen van een Trackback-signaal is een passief proces. Als de weblogbeheerder Trackback eenmaal geactiveerd heeft, en de 'teller' is onderaan de postings te zien, is het een kwestie van wachten totdat de pings binnenkomen. Binnenkomende pings worden automatisch op de site getoond en eventueel via e-mail gemeld.
Eenmaal verstuurde Trackback-signalen zijn niet te herroepen. Dat houdt in dat een samenvatting die van weblog A naar weblog B is verstuurd niet door de verstuurder te verwijderen is. Ook niet als de originele posting verwijderd wordt, de Trackback-samenvatting blijft op de ontvangende site staan totdat de eigenaar van weblog B het Trackback-commentaar verwijdert.

## Wat is het voordeel van Trackback?
Het belangrijkste voordeel is het geautomatiseerd melden van een nieuwe weblogposting. Zoals we hierboven zagen, gaat dat op voor het signaleren van weblogs onderling, maar ook van weblog naar pingserver.
De site Weblogs.com, bijvoorbeeld, houdt wereldwijd in de gaten welke sites recent zijn bijgewerkt. Dat kan van tientallen tot honderden nieuwe meldingen per minuut variëren. De kern van Weblogs.com, maar ook die van het vergelijkbare Blo.gs, wordt vervolgens gebruikt door weblogzoekmachine Feedster. Feedster gebruikt Weblogs.com en Blo.gs om de inhoud van zijn zoekmachine te voeden en doorzoekbaar te maken.

## Bron
De oorspronkelijke tekst van dit artikel is overgenomen van R-win.com, gebruikmakend van de Creative Commons-licentie Attribution 1.0.